# Ole Olsen (comico)
Ole Olsen, pseudonimo di John Sigvard Olsen (Peru, 6 novembre 1892 – Albuquerque, 26 gennaio 1963), è stato un attore e comico statunitense attivo nel vaudeville, reso famoso dalla sua partecipazione al musical Hellzapoppin' e successivamente al film omonimo.

## Biografia
Figlio di Gustave Olsen, norvegese di Nannestad emigrato da adolescente con la famiglia, e della moglie di origine svizzera-tedesca Catherine Emick, ha costituito con Chic Johnson un duo comico anomalo rispetto alle coppie classiche dell'epoca, in quanto entrambi primi attori, al contrario di coppie come Stanlio e Ollio e Gianni e Pinotto, in cui uno dei due recitava la parte del compassato e l'altro del buffone ingenuo.
Le recite teatrali di Hellzapoppin ebbero inizio a Broadway il 22 settembre 1938 e si conclusero dopo 1404 rappresentazioni e continui trionfi. Dopo la trasposizione cinematografica del 1941, la successiva attività del duo fu completamente dimenticata.

## Filmografia
- Oh Sailor Behave, regia di Archie Mayo (1930)
- 50 Million Frenchmen, regia di Lloyd Bacon (1931)
- Gold Dust Gertie, regia di Lloyd Bacon (1931)
- Country Gentlemen, regia di Ralph Staub (1936)
- All Over Town, regia di James W. Horne (1937)
- Boy Friend, regia di James Tinling (1939)
- Hellzapoppin', regia di Henry C. Potter (1941)
- Crazy House, regia di Edward F. Cline (1943)
- Caccia al fantasma (Ghost Catchers), regia di Edward F. Cline (1944)
- See My Lawyer, regia di Edward F. Cline (1945)
- Four Star Revue - serie TV, episodio 2x1 (1951)
- The Steve Allen Show - serie TV, episodio 2x9 (1956)
- L'amico Gipsy - serie TV, episodio 1x5 (1963)